# Огненные девы из далёкого космоса
«Огненные девы из далёкого космоса» (англ. Fire Maidens from Outer Space) — британский независимый чёрно-белый научно-фантастический фильм 1956 года.

## Сюжет
Астрономы открыли 13-й спутник Юпитера, выяснили, что он обладает атмосферой земного типа, и исследовать его отправляется отряд из пяти вооружённых мужчин-астронавтов. Приземлившись, астронавты обнаруживают монстра, который вот-вот растерзает красивую полуобнажённую девушку. Они спасают её и узнаю́т её имя: Гестия. Она рассказывает им, что спутник населён умирающей цивилизацией «Новая Атлантида» — потомками жителей Атлантиды, которые перебрались сюда, когда их континент утонул. Всё население составляет семнадцать человек: шестнадцать молодых красивых девушек и пожилой мужчина по имени Прасус, которого почитают за «отца». Именно он обращается к астронавтам с просьбой уничтожить монстра, терроризирующего их «цивилизацию». Однако Лютер Блэр, лидер астронавтов, узнаёт от Гестии, что Прасус — тиранический правитель Новой Атлантиды, и он хочет, чтобы земляне остались у них навсегда с целью стать «мужьями» его женщинам.
Одна из Огненных дев, Дуэсса, подслушивает разговор Блэра и Гестии о побеге, и призывает других Дев связать Гестию и принести её в жертву. Плану не даёт осуществиться монстр, который врывается в город и убивает Прасуса и Дуэссу. После этого астронавты убивают монстра, а оставшиеся девушки решают позволить им вернуться на Землю. Гестия, влюблённая в Блэра, также отправляется на Землю. Оставшимся девушкам астронавты обещают, что к ним скоро прилетит космический корабль с «мужьями».

## В ролях
- Энтони Декстер[англ.] — Лютер Блэр, лидер астронавтов
- Сьюзан Шоу — Гестия
- Пол Карпентер[англ.] — капитан Ларсон
- Жаклин Кёртис — Дуэсса
- Оуэн Берри — Прасус
- Гарри Фоулер[англ.] — Сидни Стэнхоуп
- Сидни Тафлер[англ.] — доктор Хиггинс
- Родни Диак[англ.] — Андерсон
- Джен Холден[англ.] — одна из Огненных дев

## Производство и показ
Роли Огненных дев исполнили дебютантки, которые ни ранее, ни после не снимались, за исключением Сьюзан Шоу и Джен Холден. Имя актёра, исполнившего роль монстра, неизвестно.
В качестве фоновой музыки многократно использованы отрывки из оперы «Князь Игорь» Александра Бородина.
В июле 1956 года в Великобритании состоялась премьера картины. Два месяца спустя лента вышла в США под слегка изменённым названием: Fire Maidens of Outer Space (рус. Огненные девы далёкого космоса).
В ноябре 1992 года «Девы…» были показаны по телевидению в составе комедийного сериала «Таинственный театр 3000 года».

## Критика
- The Monthly Film Bulletin[англ.]. «… даже самые преданные ценители бесхитростного, вероятно, сочтут эту британскую попытку научной фантастики чем-то вроде испытания своего терпения…»
- Лесли Холлиуэлл[англ.], Halliwell's Film and Video Guide. «… сильный претендент на звание худшего фильма, когда-либо снятого, с прозрачно одетыми английскими девушками, принимающими смущённые позы на фоне картонных декораций…»[5]
- Фил Харди, Science fiction. «… кусок отстоя[6] британской научной фантастики…»; «… главная претензия — неумеренное использование классической музыки (в основном, Бородина) в качестве фоновой: уловка, которую Стэнли Кубрик использовал с гораздо большим апломбом в „Космической одиссее“…»[7]
- DVD Talk. «… возможно, это один из худших когда-либо профессионально снятых научно-фантастических фильмов…»